# Mauricio Manzano
José Mauricio Manzano López (San Salvador, 30 de setembro de 1943) é um ex-futebolista profissional salvadorenho, que atuava como defensor.

## Carreira
Mauricio Manzano fez parte do elenco da histórica Seleção Salvadorenha de Futebol da Copa do Mundo de 1970, onde atuou em uma partida.